# Flora Antarctica
«Flora Antarctica» або формально «Ботаніка Антарктичного плавання дослідницьких кораблів „Еребус“ і „Терор“ у 1839—1843 роках під командуванням капітана сера Джеймса Кларка Росса» (англ. The Botany of the Antarctic Voyage of H.M. Discovery Ships Erebus and Terror in the years 1839–1843, under the Command of Captain Sir James Clark Ross) — шеститомне видання опису флори, дослідженої під час Британської антарктичної експедиції (1839—1843). Видання підготував британський ботанік Джозеф Долтон Гукер, що брав участь у експедиції. Ілюстрації робив Волтер Гуд Фітч. Опубліковане частинами між 1844 та 1859 роками видавництвом «Брати Рів» (англ. Reeve Brothers) у Лондоні.
Робота опублікована 4-ма частинами, дві з яких по 2 томи.
- Частина I Флора островів Оклендських та Кемпбел, англ. Flora of Lord Auckland and Campbell's Islands (1843–45)
- Частина II Флора Вогняної землі, Фолклендів, архіпелагу Кергелен та ін., англ. Flora of Fuegia, the Falklands, Kerguellen's land, etc (1845–47)
- Частина III Флора Нової Зеландії, англ. Flora of New Zealand (1851–53) (2 томи)
- Частина IV Флора Тасманії, англ. Flora of Tasmania (1853–59) (2 томи)

## Ілюстрації

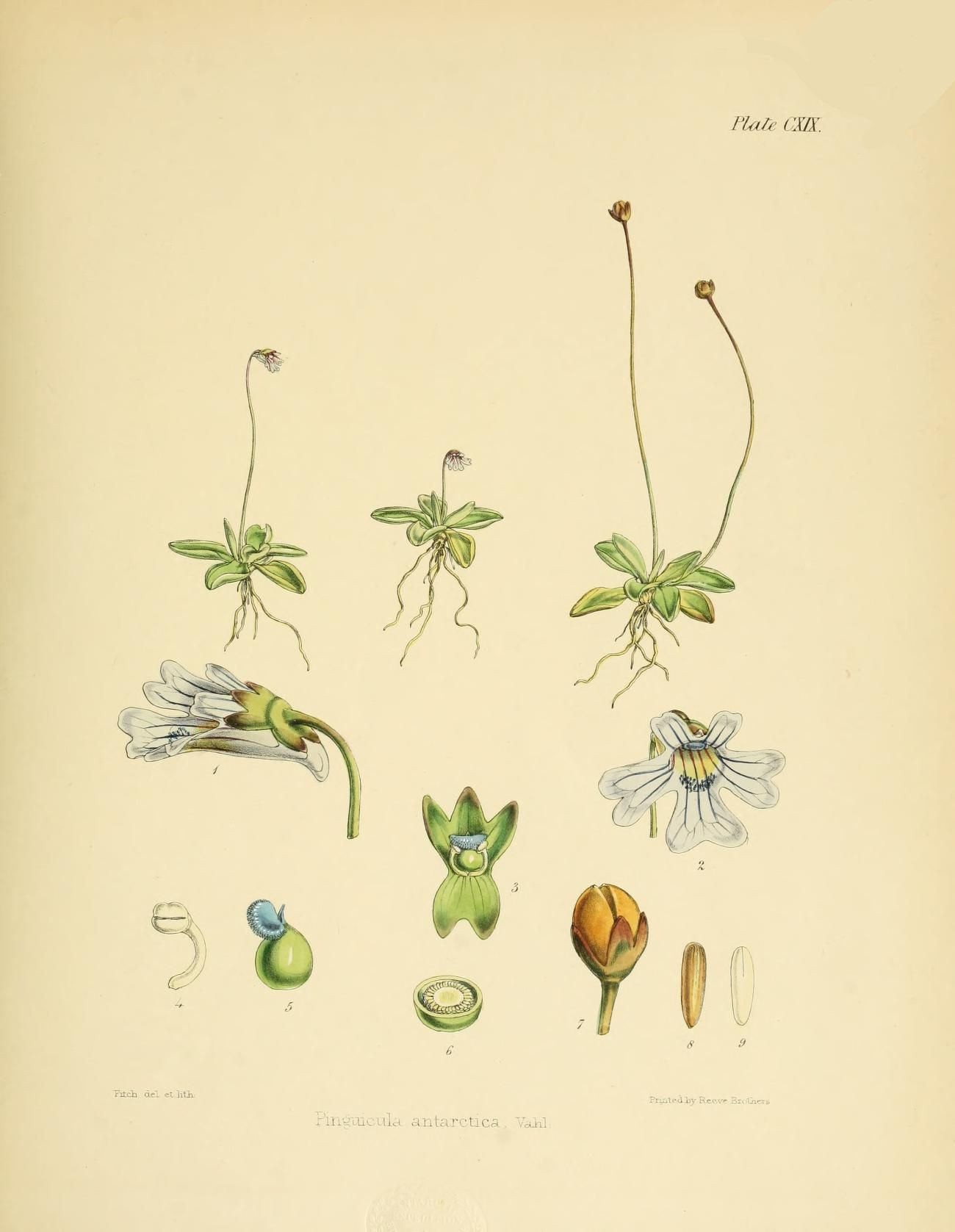
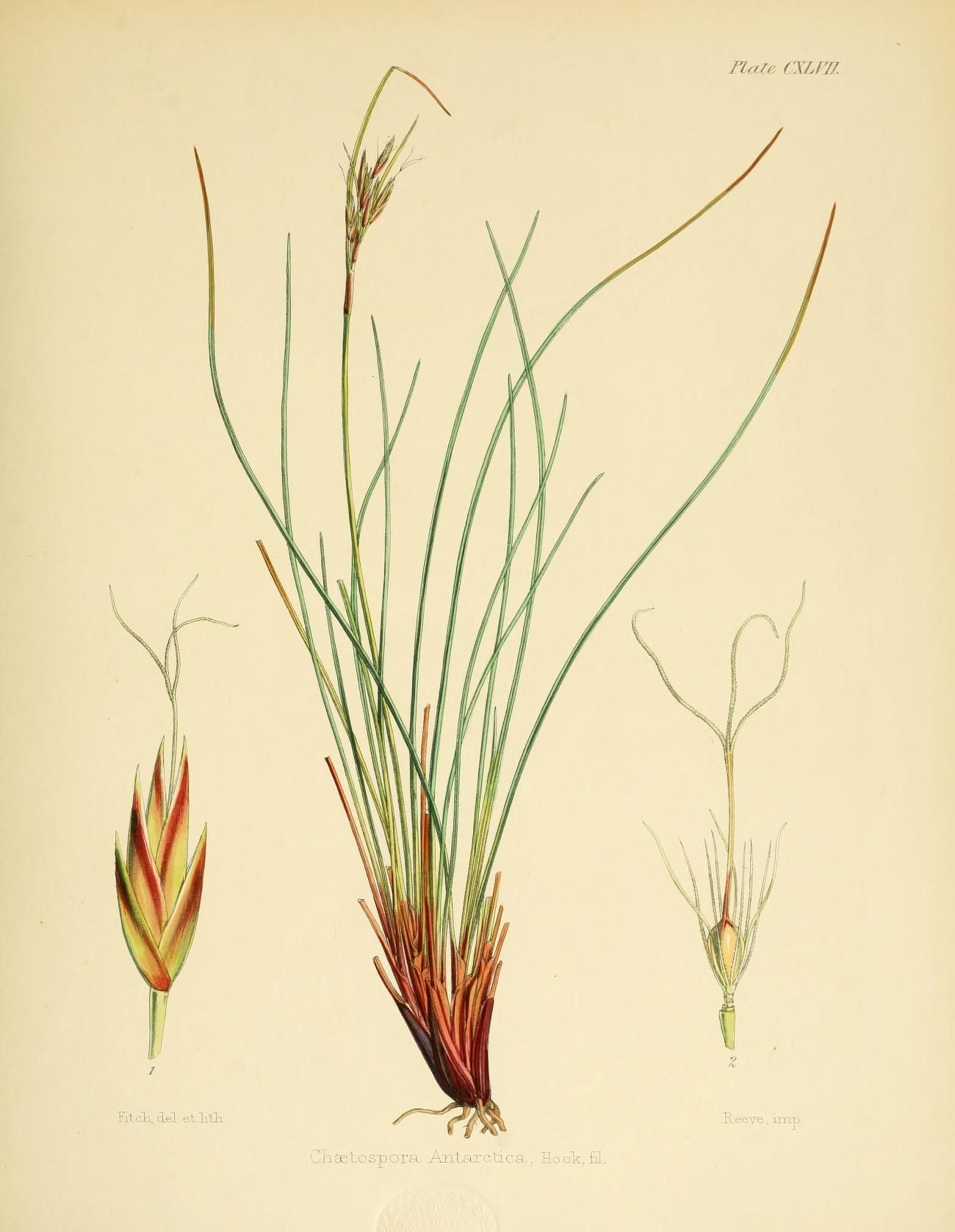
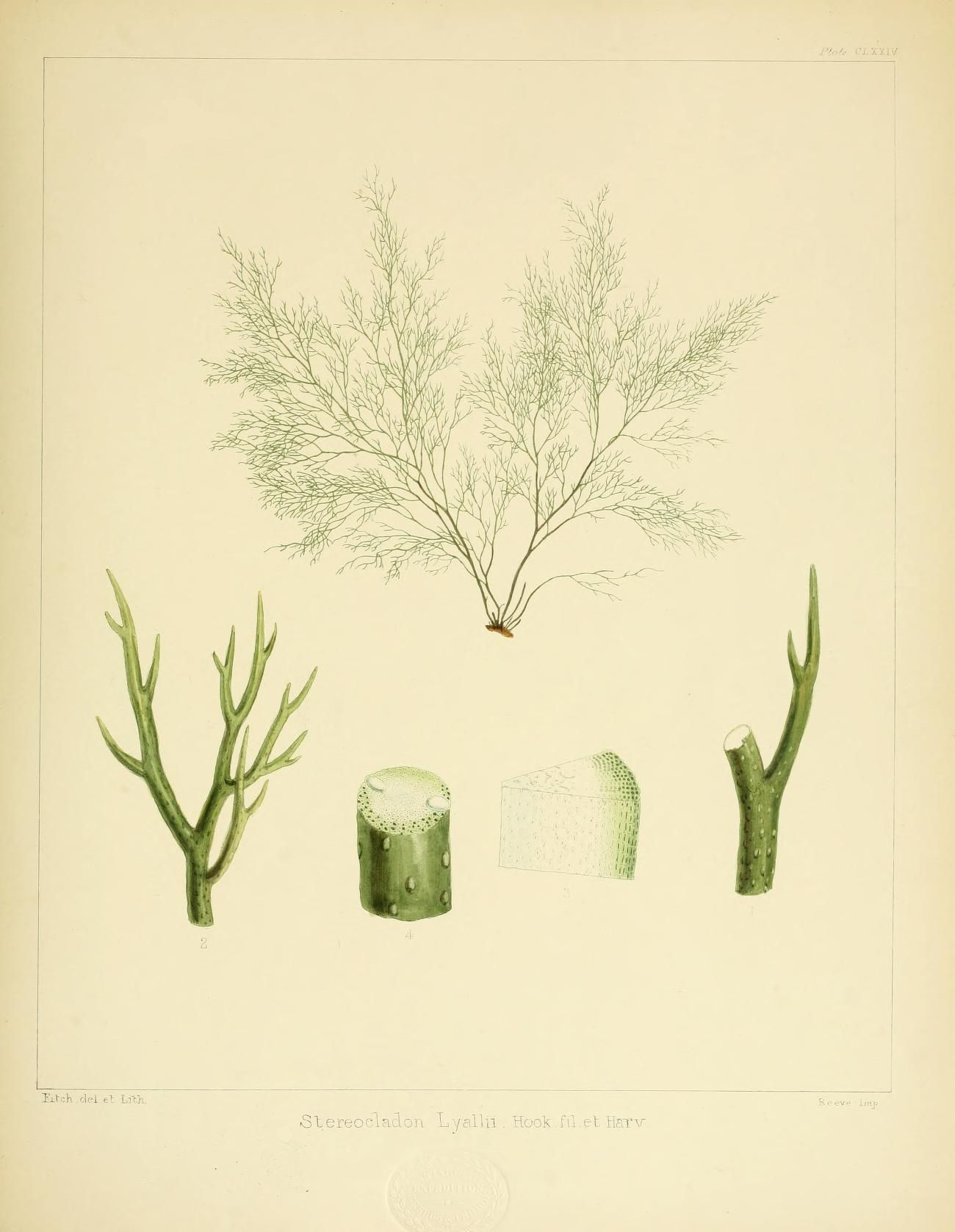
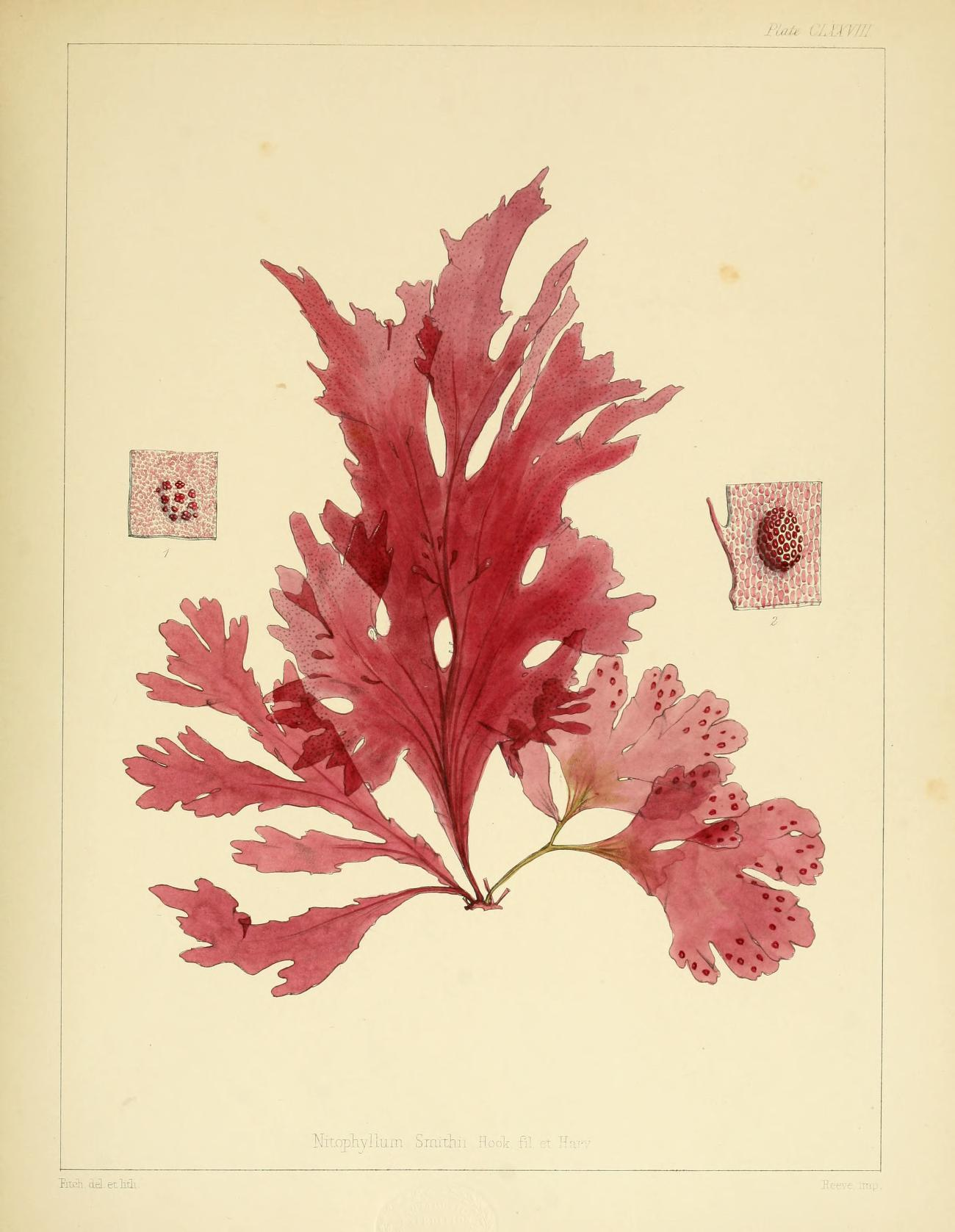